# Robert Beck (femkampare)
Robert Lee "Bob" Beck, född 30 december 1936 i San Diego, Kalifornien, död 2 maj 2020 i San Antonio, Texas, var en amerikansk  femkampare och fäktare.
Beck blev olympisk bronsmedaljör i modern femkamp vid sommarspelen 1960 i Rom.